# Białowieża (Opole)
Pour les articles homonymes, voir Białowieża.
Białowieża est une localité polonaise de la voïvodie d'Opole et du powiat de Nysa.
En 2021, la localité compte 64 habitants.

## Histoire
De 1742 à 1945, Weißach fait partie de l'arrondissement de Grottkau dans le district d'Oppeln au sein de la province de Silésie.